# Walter Frederick Gale
Walter Frederick Gale (Ausztrália, Új-Dél-Wales, Paddington, 1865. november 27. – Új-Dél-Wales, 1945. június 1.) bankár és amatőrcsillagász.

## Életpálya
Tanulmányait a Paddington House School-ban végezte. Tanulmányait befejezve a biztosítási szakmában helyezkedett el. 1888-ban a Savings Bank of New South Wales bank alkalmazotja lett. 1897-től a bank könyvelője, 1914-től igazgató a Newtown banknál.1917-től a központi banknál igazgató Sydneyben, majd főfelügyelő a központi irodánál. 1925-től 1938-ig Hoskins Investments Ltd. igazgatója.
A csillagászattal apja ismertette meg. 1884-ben egy 18 centiméteres tükörrel épített távcsövet. 1893-ban Chilében meglátogatta a  Lick Observatory-t, ahol a napfogyatkozást tanulmányozta. Útja során több amerikai csillagvizsgálóban is megfordult. Nagyon nagy elismeréssel volt a látottakról. 1894-ben szervező titkára volt az alakuló brit Astronomical Association New South Wales ágának. Több évi titkári munka után elnök lett. Kutatásain túl nagy figyelmet fordított arra, hogy a csillagászati ismereteket megossza az érdeklődőkkel.

## Kutatási területei
A világűr megfigyelésének eredményeként felfedezett hét üstököst. Három üstökös (1894 II,- 1912 II,- 1927 VI) felfedezését, kettő csillag meghatározását konkrétan a nevéhez kötöttek. 1922-ben a napfogyatkozás-kutató csoport vezetője volt. Kitartó bolygómegfigyelő volt, a Mars, a Jupiter és a Szaturnusz rendszeres kutatója. Megvizsgálta a Mars felszíni jellemzőit, tapasztalatai alapján megállapította, hogy a Mars alkalmas az emberi élet folytatására. A Jupiter vizsgálatának tapasztalataként leszögezte, egy belső energia forrás lehetőségét.

## Írásai
Kutatási tapasztalatait rajzos formában rögzítette, amit több szakmai lap nyomtatásban is megjelenített, többek között az Astronomical Association Journal. Szakmai értekezései több kiadványban jelentek meg.

## Szakmai sikerek
- Kétszer kapta meg a (Thomas) Donovan Trust díjat,
- 1935-ben a Royal Astronomical Society Jackson-Gwilt érmeét kapta az üstökösök felfedezéseiért és a New South Walesben levő csillagászati munkájért.
- A Marson krátert neveztek el róla.